# Anthrax nigerimus
Anthrax nigerimus är en tvåvingeart som beskrevs av Mario Bezzi 1923. Anthrax nigerimus ingår i släktet Anthrax och familjen svävflugor. Inga underarter finns listade i Catalogue of Life.